# Юрковщина (Черниговская область)
Юрко́вщина (укр. Юрківщина) — село, расположенное на территории Борзнянского района Черниговской области (Украина). Расположено в 15 км на северо-запад от райцентра Борзны. Население — 80 чел. (на 2006 г.).
Адрес совета: 16425, Черниговская обл., Борзнянский р-н, село Ядуты, ул. Набережна,39 . Ближайшая ж/д станция — Бондарёвка (Сосницкий район), 16 км.

## Известные уроженцы
- Овчаренко, Дмитрий Николаевич (род. 1940) — Герой Социалистического Труда.